# George Goschen (1er vicomte Goschen)
George Joachim Goschen (10 août 1831 - 7 février 1907) est une personnalité politique britannique. Il est d'abord libéral, puis unioniste libéral, avant de rejoindre le Parti conservateur en 1893. Pendant qu'il est chancelier de l'Échiquier, en 1888, il introduit la formule Goschen pour allouer des fonds à l'Écosse et à l'Irlande. 

## Jeunesse et carrière en affaires
Goschen est né à Londres, le fils de Wilhelm Heinrich (William Henry) Goschen, qui a émigré de Leipzig. Le petit-fils de l'important imprimeur allemand Georg Joachim Göschen, il fait ses études à Rugby sous Tait et à l'Oriel College de l'universite d'Oxford, où il fait une première à Literae Humaniores. Il entre dans l'entreprise de son père, Fruhling & Goschen, d'Austin Friars en 1853 et devient trois ans plus tard administrateur de la Banque d'Angleterre. De 1874 à 1880, Goschen est gouverneur (président) de la Compagnie de la Baie d'Hudson, la plus ancienne compagnie en Amérique du Nord, qui a été établie par une charte royale anglaise en 1670. 

## Carrière politique, 1863–1885
En 1863, il est élu sans opposition comme l'un des quatre députés de Londres sous l'étiquette libérale, et il est réélu en 1865. En novembre de la même année, il est nommé vice-président de la Chambre de commerce et payeur général, et en janvier 1866, il est nommé Chancelier du duché de Lancastre, avec un siège au cabinet. Lorsque William Ewart Gladstone est devenu premier ministre en décembre 1868, Goschen rejoint le cabinet en tant que président du Poor Law Board, jusqu'en mars 1871, date à laquelle il succède à Hugh Childers comme premier lord de l'amirauté. Lors des élections générales de 1874, il est le seul libéral à être réélu pour la ville de Londres, et à une faible majorité. Envoyé au Caire en 1876 comme délégué des détenteurs britanniques d'obligations égyptiennes en 1876. il conclut un accord avec le Khédive pour organiser la conversion de la dette. 
En 1878, son opinion sur la question de la franchise du comté l'empêche de voter conformément à son parti. Londres devenant plus conservatrice, Goschen ne s'y représente pas aux élections générales de 1880, mais est élu pour Ripon, dans le Yorkshire qu'il représente jusqu'en 1885, date à laquelle il est élu pour Édimbourg-Est. Il refuse de rejoindre le gouvernement de Gladstone en 1880 et refuse le poste de Gouverneur général des Indes, mais il est devenu ambassadeur spécial auprès de l'Empire ottoman, où il règle les questions de la frontière monténégrine et grecque en 1880 et 1881. Il est nommé commissaire ecclésiastique en 1882. Lorsque Sir Henry Brand est élevé à la pairie en 1884, Goschen se voit offrir le rôle de président de la Chambre des communes, mais il le refuse. Au cours du Parlement de 1880–1885, il se retrouve fréquemment en désaccord avec son parti, en particulier sur l'extension de la franchise et les questions de politique étrangère. Lorsque Gladstone adopte le Home Rule pour l'Irlande, Goschen suit Spencer Cavendish et devient l'un des unionistes libéraux les plus actifs. Il n'a pas réussi à conserver son siège pour Édimbourg lors des élections de juillet de la même année. 

## Carrière politique, 1885–1895
Lors de la démission de Randolph Churchill en décembre 1886, Goschen, quoique unioniste libéral, accepte l'invitation de lord Salisbury de rejoindre son ministère comme chancelier de l'Échiquier. Churchill a supposé qu'il ne pouvait pas être remplacé et a notoirement commenté qu'il avait "oublié Goschen" comme une alternative potentielle. Goschen a besoin d'un siège au Parlement et se présente donc à une élection partielle dans la circonscription de Liverpool Exchange, mais est battu par sept voix en janvier 1887. Il est ensuite élu pour le très conservateur St George's, Hanover Square, en février. Sa chancellerie est restée dans les mémoires pour sa conversion réussie de la dette nationale en 1888. Il a également introduit la première taxe routière britannique, mise en œuvre sous la forme de deux taxes sur les véhicules, sur les locomotives et les chariots. 
Selon Roy Jenkins, qui sera chancelier de l'Échiquier, "Que Goschen soit un bon chancelier est plus problématique. Sa principale réalisation a été la conversion en 1888 du cœur de la dette nationale de 3% à 2,75% et finalement 2,5%. Pour le reste, il est un chancelier solide et novateur. " Le professeur Thomas Skinner écrit: "Pourtant, il reste le sentiment qu'il n'a pas réussi à accomplir une grande partie de ce qui devait être fait". 
L'université d'Aberdeen lui confère de nouveau l'honneur du rectorat en 1888, il reçoit un LL honoraire D de l'université de Cambridge dans la même année, et il reçoit un honneur similaire de l'université d'Édimbourg en 1890. 
Après la défaite du gouvernement de Salisbury en 1892, Goschen entre dans l'opposition. Bien qu'il soit un libéral-unioniste important, Goschen ne s'est pas opposé à Joseph Chamberlain pour la direction du parti en 1892 après le départ de Hartington à la Chambre des lords en tant que duc de Devonshire. Incapable de travailler avec Chamberlain, Goschen quitte les libéraux-unionistes et rejoint les conservateurs en 1893. Un signe évident de son changement d'allégeance au sein de l'alliance unioniste est qu'il rejoint le club exclusivement conservateur de Carlton la même année. 

## Carrière politique, 1895–1907

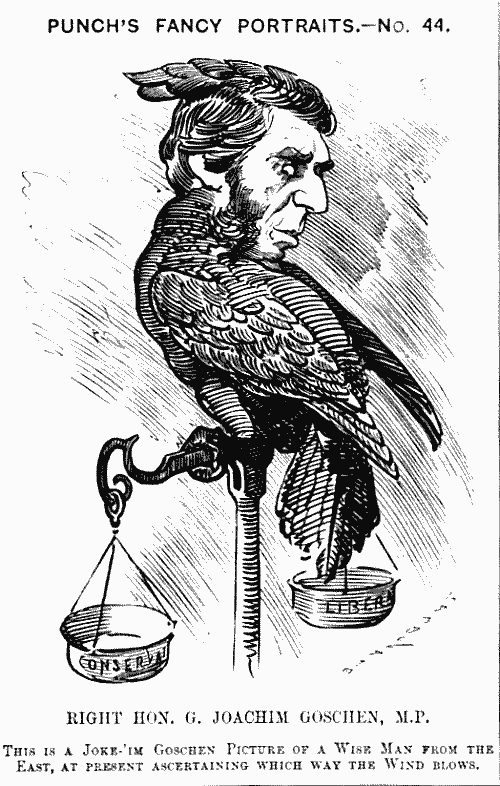
Caricature de Punch, 13 août 1881: "Ceci est une image de Joke-'im Goschen d'un homme sage de l'Est, en train de déterminer dans quel sens le vent souffle"

De 1895 à 1900, Goschen est premier lord de l'Amirauté. Il se retire en 1900 et est élevé à la pairie comme vicomte Goschen d'Hawkhurst, au Kent. Même en retraite, il continue à s'intéresser aux affaires publiques, et lorsque Chamberlain lance la réforme des tarifs commerciaux en 1903, Goschen est un soutien important du libre-échange.

## Autres postes publics
Intéressé par les questions éducatives, Goschen prend part au Mouvement de vulgarisation universitaire. Ses premiers efforts au Parlement ont été consacrés à l'abolition des tests religieux et l'admission des dissidents dans les universités. En plus de son travail bien connu sur la théorie des échanges étrangers, il publie plusieurs brochures et adresses financières et politiques sur des sujets éducatifs et sociaux, dont une sur la culture de l'imagination, Liverpool, 1877, et celui sur l'intérêt intellectuel, Aberdeen, 1888. Il est président de la Royal Statistical Society de 1886 à 1888. 
Il écrit également une biographie de son grand-père, La vie et l'époque de George Joachim Goschen, éditeur et imprimeur de Leipzig (1903). Il en profite pour réfuter les allégations d'ascendance juive, donnant son premier ancêtre vérifiable comme un pasteur luthérien nommé Joachimus Gosenius, enregistré en 1609 (Cela n'a apparemment pas empêché sa famille d'être classée comme d'origine juive dans l'ouvrage généalogique allemand connu sous le nom de The Semi Gotha, publié pour la première fois en 1913). 
Goschen décède le 7 février 1907. 

## Vie privée
Goschen se marie en 1857 avec Lucy, la fille de John Dalley et a cinq enfants. Il est remplacé par son fils aîné George Goschen (1866-1952), qui est député conservateur d'East Grinstead de 1895 à 1906 et épouse une fille de Gathorne Gathorne-Hardy.